# Bogaczewo (stacja kolejowa)
Bogaczewo – stacja kolejowa w Bogaczewie, w gminie Elbląg, w województwie warmińsko-mazurskim, w Polsce.

## Ruch pasażerski
| Rok  | Wymiana pasażerska na dobę |
| ---- | -------------------------- |
| 2017 | 20-49                      |
| 2022 | 10-19                      |